# Čučche

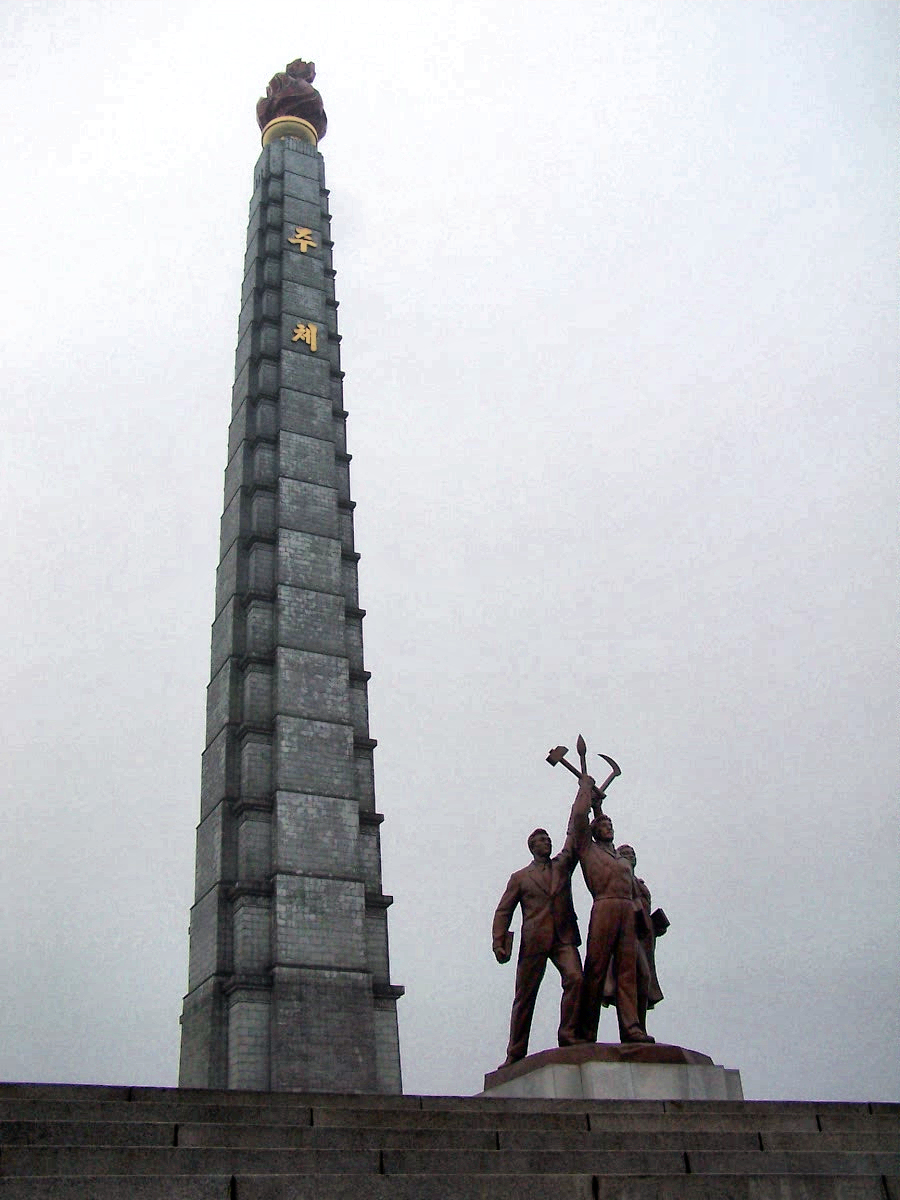
Věž Čučche v Pchjongjangu

Čučche (korejsky 주체, někdy ču-čche či v anglické transkripci juche, doslova „hlavní část“, překládáno také volně jako „absolutní soběstačnost“ a mnoha dalšími způsoby) je oficiální státní ekonomická doktrína a ideologie Severní Koreje. Jejím hlavním principem je dle severokorejských zdrojů teze „člověk vše vede a vše rozhoduje“.

## Historie a ideologie
Autorem termínu je Kim Ir-sen, poprvé ho použil v projevu ze 28. prosince 1955, nazvaném „O odstranění dogmatismu a formalismu a zavedení čučche v ideologické práci“. Jedná se o kombinaci myšlenek neokonfucianismu, stalinismu a maoismu, v této podobě má tři hlavní principy (byly formulovány v Kim Ir-Senově projevu „O socialistickém budování a jihokorejské revoluci v Korejské lidově demokratické republice“ ze dne 14. srpna 1965):
1. čadžu, tj. nezávislá politika;
2. čarip, tj. ekonomická soběstačnost;
3. čawi, tj. sebeobrana ve vojenské politice.

Aktuální a patrně definitivní podoba čučche vychází z Kim Čong-ilova dokumentu z roku 1982, respektive aktualizace z roku 1996. Jako nejvyšší autorita do dokumentu v roce 1996 přidal ještě princip songun, tj. upřednostňování armády.
Tato doktrína zároveň značně připomíná názory vyznávané v Japonsku v meziválečném období, které platily až do konce války.

## Praktické použití
Praktické použití čučche spočívá dle oficiálních dokumentů v následujících bodech:
- nezávislost lidu v myšlení i politice, soběstačnost v ekonomice i vojenství;
- politika musí plnit přání mas a užívat je plně v budování a revoluci;
- metody budování a revoluce musí být adekvátní reálné situaci v zemi.

První aplikací ideologie čučche byla korejská pětiletka 1956–1961. Tento plán si sliboval rychlý ekonomický vzestup Severní Koreje za pomoci posílení těžkého průmyslu a získání ekonomické nezávislosti na Číně a SSSR.
Paradoxně právě aplikace myšlenek čučche způsobila hlubokou ekonomickou krizi Severní Koreje a její závislost na státech, které jsou ochotny ji podporovat.
Mimo politickou ekonomii severokorejská vláda propaguje ideologii čučche jako náhradu za tradiční náboženství a někdy je na ni jako na náboženství pohlíženo (dle studie teologa T. J. Belkeho). Přestože čučche je v zásadní opozici vůči nejsilnějším severokorejským náboženstvím, teoretici čučche se snaží jejich prvky do ideologie nějakým způsobem včlenit.

## Kritika
Organizace střežící dodržování lidských práv v Severní Koreji jsou toho názoru, že teorie čučche neodpovídá praxi a realitě. Země je zcela závislá na zahraniční pomoci, dále bývá kritizována pro svůj autokratický charakter.

## Čučche vostatních zemích
V plné šíři bylo čučche prosazováno pouze v Severní Koreji, nicméně princip soběstačnosti inspiroval v průběhu studené války ekonomickou politiku mnoha států, převážně zemí třetího světa. O aplikaci zásad čučche se neúspěšně pokusil například indonéský prezident Sukarno po své návštěvě Severní Koreje v roce 1964 nebo rumunský prezident Nicolae Ceauşescu po svojí návštěvě v roce 1971. Ideologií čučche se také patrně inspiroval Pol Potův režim v Kambodži. Severní Korea podporuje „export“ učení čučche do ostatních zemí, v září 1977 byl uspořádán první mezinárodní seminář čučche, v mnoha zemích existují studijní skupiny čučche (nejvýznamnější z nich je Mezinárodní institut ideje čučche v Japonsku a Asociace pro přátelství s Koreou ve Španělsku).

## Kalendář čučche
V Severní Koreji je užívána varianta gregoriánského kalendáře s roky čučche. Tento kalendář začal narozením Kim Ir-sena (15. dubna 1912 podle běžného gregoriánského kalendáře), toto datum je prvním dnem roku 1. Tento kalendář byl zaveden v roce 1997, dělení na měsíce je převzato z gregoriánského kalendáře. Často je vedle sebe uváděno datum čučche a datum v obvyklém gregoriánském kalendáři. Kalendář čučche je kritizován jako projev kultu osobnosti.